# Montes de Oro
Montes de Oro est un canton (deuxième échelon administratif) costaricien de la province de Puntarenas au Costa Rica.

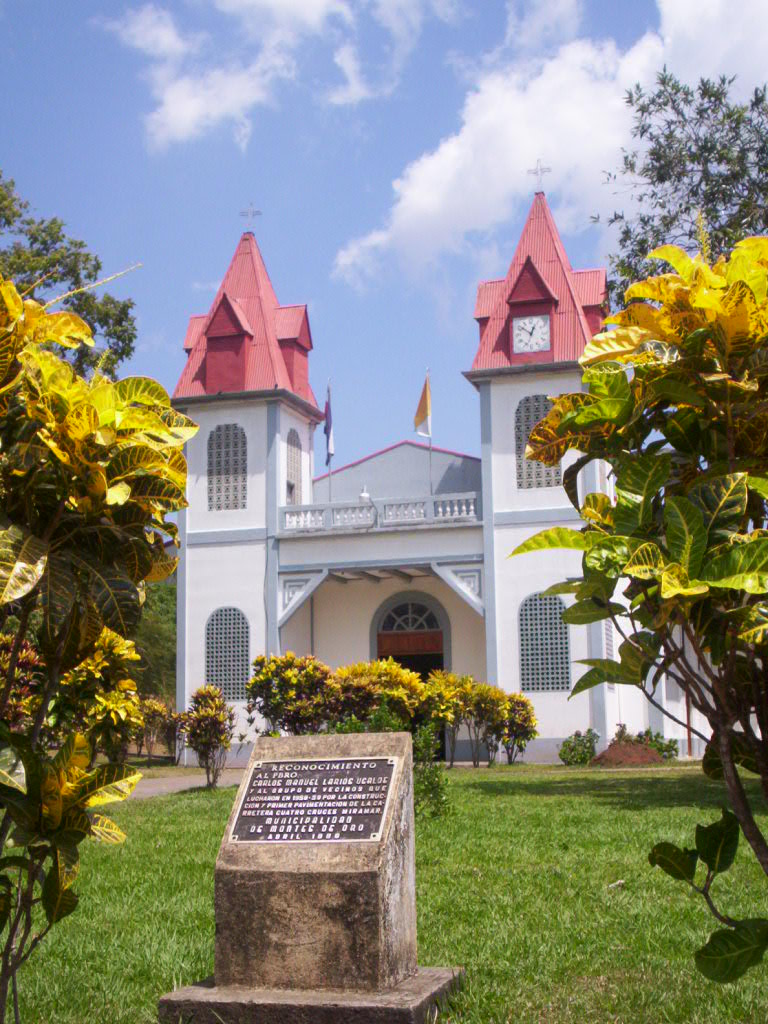
Église de Miramar, à Montes de Oro